# فرشته حسینی (بازیکن)
فرشته حسینی عضو تیم ملی بزرگسالان کانوپولو در مسابقات جهانی کانوپولوی بانوان سیراکوزای ایتالیا (۲۰۱۶) است. تیم ایران در این مسابقات به رده چهاردهم دست یافت.

## پناهندگی به آلمان
فرشته حسینی، ملی‌پوش سابق کانوپولوی ایران است. در اردیبهشت ‍۱۳۹۶ براساس اخبار منتشر شده وی پس از سفر به آلمان به این کشور پناهنده شده و دیگر به ایران بازنخواهد گشت